# Disturbios en Hong Kong de 1967
Los disturbios en Hong Kong de 1967 fueron disturbios a gran escala liderados por comunistas locales en Hong Kong contra el gobierno británico de Hong Kong, en el contexto de la Revolución Cultural en la República Popular China.
Las manifestaciones comenzaron como una huelga laboral menor, sin embargo, se convirtieron en protestas a gran escala contra el dominio colonial británico. El uso de bombas en las carreteras y bombas de gasolina por parte de los comunistas locales llevó a la policía de Hong Kong a reprimir a los manifestantes y arrestar a sus líderes. Algunos agentes de policía y varios civiles murieron a causa de las bombas, y varios manifestantes murieron en las redadas. Como muchas de las bombas se fabricaron en escuelas de tendencia comunista, el gobernador David Trench cerró esas escuelas y prohibió las publicaciones comunistas.
Fue la primera serie de disturbios desde los de 1956. Después de los disturbios, el gobierno británico de Hong Kong reflexionó públicamente sobre su incapacidad para abordar ciertos agravios sociales y llevó a cabo importantes reformas sociales.

## Tensiones
Las manifestaciones iniciales fueron disputas laborales que comenzaron ya en mayo de 1967 en empresas de transporte, taxis, textiles, cementeras y, en particular, en Hong Kong Artificial Flower Works, donde había 174 sindicalistas procomunistas. Los sindicatos que asumieron la causa eran todos miembros de la Federación de Sindicatos de Hong Kong con fuertes vínculos con Beijing.
El clima político era tenso en Hong Kong en 1967. Al norte de la frontera de la colonia británica, la República Popular China estaba en crisis. Los Guardias Rojos llevaron a cabo purgas y se involucraron en luchas internas, mientras que el incidente 12-3 patrocinado por procomunistas estalló en la colonia portuguesa de Macao, al oeste de Hong Kong, en diciembre de 1966.
A pesar de la intervención del ejército portugués, no se restableció el orden en Macao; y después de una huelga general en enero de 1967, el gobierno portugués acordó satisfacer muchas de las demandas de la izquierda, colocando a la colonia bajo el control de facto de la República Popular China. La tensión en Hong Kong se vio intensificada por la Revolución Cultural. Se llevaron a cabo hasta 31 protestas.

## Estallido de la violencia

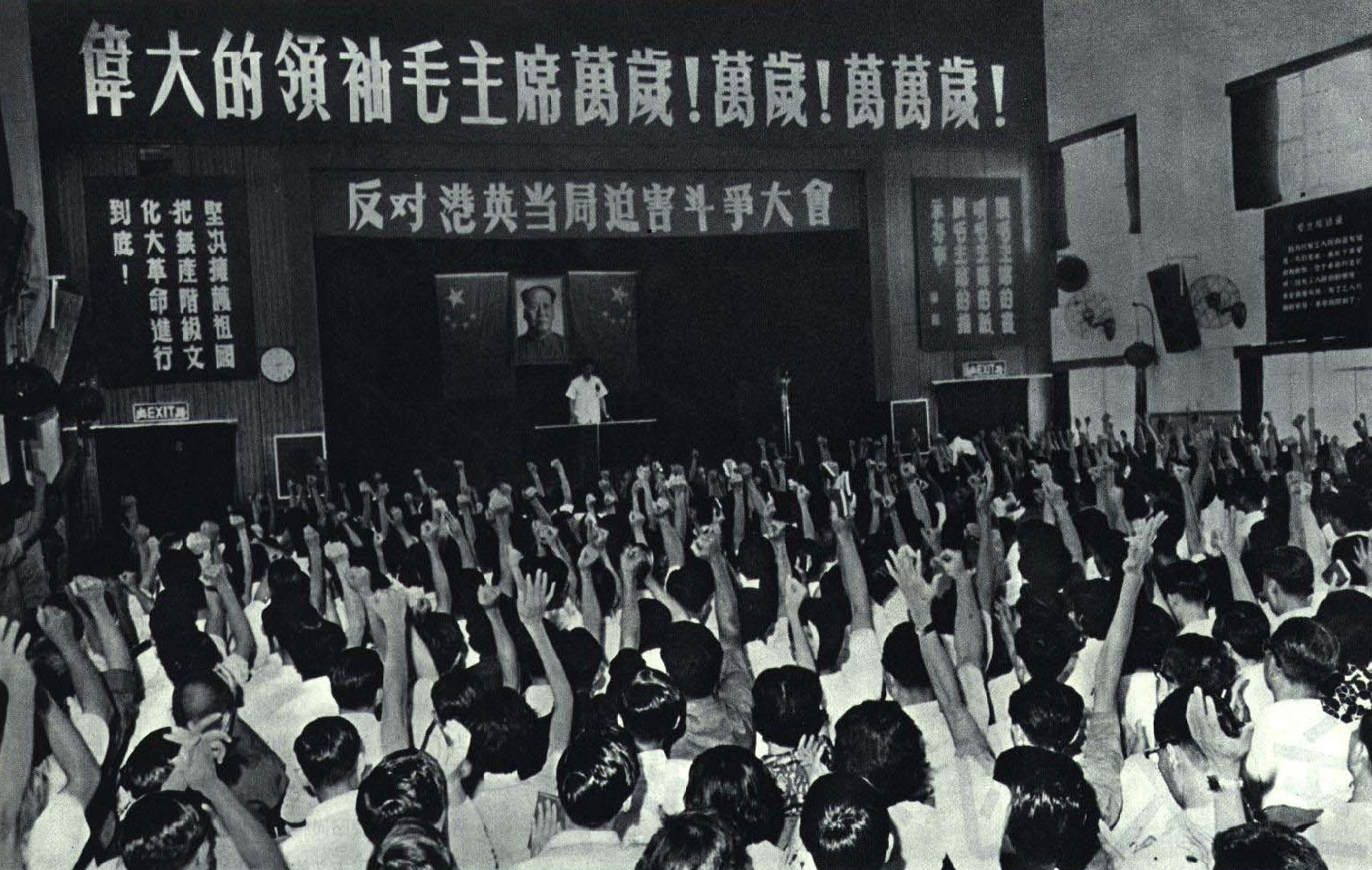
Disputa laboral en la fábrica de flores artificiales, tomada el 30 de agosto de 1967, ideales comunistas en el centro y orillas de la imagen motivan a los trabajadores a dar con el próximo estallido de violencia.

En mayo, estalló una disputa laboral en una fábrica de flores artificiales en San Po Kong.
Los piquetes se enfrentaron con las autoridades y el 6 de mayo se llamó a la policía antidisturbios. En violentos enfrentamientos entre la policía y los trabajadores del piquete, 21 trabajadores fueron arrestados; muchos más resultaron heridos. Los representantes del sindicato protestaron en las comisarías, pero también fueron detenidos.[cita requerida]
Al día siguiente, estallaron manifestaciones a gran escala en las calles de Hong Kong. Muchos de los manifestantes procomunistas llevaban el Libro Rojo de Mao en la mano izquierda y gritaban consignas comunistas. La policía de Hong Kong se enfrentó a los manifestantes y arrestó a otras 127 personas. Se impuso un toque de queda y se convocó a todas las fuerzas policiales.
En la República Popular China, los periódicos elogiaron las actividades de los manifestantes y calificaron las acciones del gobierno colonial británico de "atrocidades fascistas".
En el Distrito Central de Hong Kong, se colocaron grandes altavoces en el techo del edificio del Banco de China, transmitiendo propaganda procomunista, lo que llevó a las autoridades británicas a tomar represalias colocando oradores más grandes a todo volumen en la ópera cantonesa. Se colocaron carteles en las paredes con lemas como "Sangre por sangre", "Guisar el cerdo de piel blanca", "Freír los perros que corren amarillos", "Abajo el imperialismo británico" y "Hang David Trench", una referencia al entonces Gobernador. Los estudiantes distribuyeron periódicos con información sobre los disturbios al público.[cita requerida]
El 16 de mayo, los activistas formaron el Comité de Lucha de Hong Kong y Kowloon. Yeung Kwong, de la Federación de Sindicatos, fue nombrado presidente. El Comité organizó una serie de grandes manifestaciones. Cientos de simpatizantes de 17 organizaciones de izquierda diferentes se manifestaron frente a la Casa de Gobierno, coreando consignas comunistas. Al mismo tiempo, muchos trabajadores se declararon en huelga.
El 22 de mayo, 167 personas fueron arrestadas. Los alborotadores comenzaron a arrojar piedras a la policía y a los vehículos que pasaban, antes de retirarse una vez que llegaba la policía.[cita requerida] Las bajas comenzaron poco después. Antes del 1 de julio se registraron al menos ocho muertes de manifestantes, la mayoría de las cuales murieron a tiros o golpes por parte de la policía.

## El clímax de la violencia

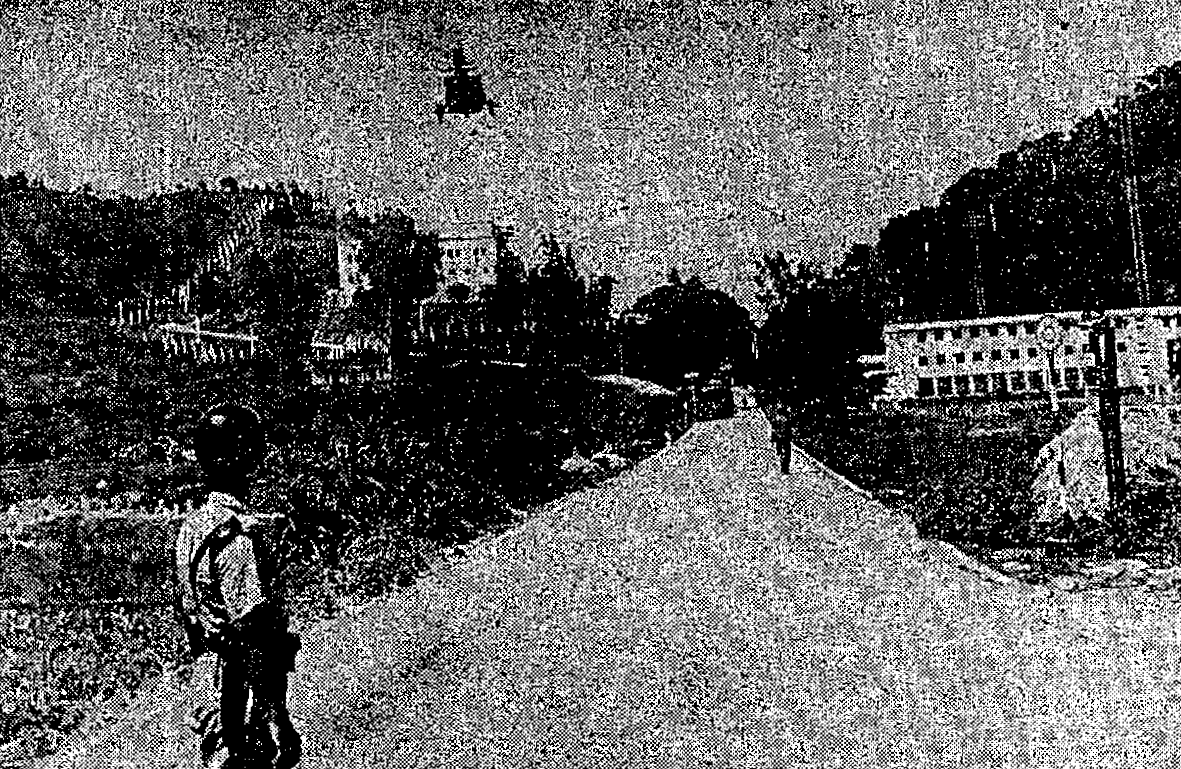
En la tarde del incidente de Sha Tau Kok, los agentes de policía montaron guardia en el puesto de avanzada del cordón. Un helicóptero militar llegó al lugar para realizar reconocimientos a baja altitud.

El 8 de julio, varios cientos de manifestantes de la República Popular China, incluidos miembros de la milicia popular, cruzaron la frontera en Sha Tau Kok y atacaron a la policía de Hong Kong, de los cuales 5 murieron a tiros y 11 resultaron heridos en el breve intercambio de disparos. El Diario del Pueblo publicó editoriales que apoyaban la lucha de izquierda en Hong Kong; comenzaron a circular rumores de que la República Popular China se estaba preparando para tomar el control de la colonia. Los izquierdistas intentaron en vano organizar una huelga general; los intentos de persuadir a los chinos étnicos que sirven en la policía para que se unan al movimiento procomunista fueron igualmente infructuosos.
La izquierda tomó represalias colocando bombas por toda la ciudad. La vida normal se vio gravemente perturbada y las bajas comenzaron a aumentar. Una niña de ocho años y su hermano de dos fueron asesinados por una bomba envuelta como un regalo colocada fuera de su residencia. Los expertos en desactivación de bombas de la policía y las fuerzas británicas desactivaron hasta 8000 bombas caseras, de las cuales 1100 resultaron ser reales. Estos fueron conocidos como bombas de "piña".
El gobierno de Hong Kong impuso regulaciones de emergencia, otorgando a la policía poderes especiales en un intento de sofocar los disturbios. Se prohibió la publicación de periódicos de izquierda; las escuelas de izquierda que supuestamente eran fábricas de bombas, como la escuela secundaria Chung Wah, fueron cerradas; muchos activistas fueron arrestados; y algunos de ellos fueron deportados posteriormente a China continental.
El 19 de julio, los manifestantes instalaron alambres de púas en el edificio del Banco de China de 20 pisos (propiedad del gobierno de la República Popular China). En respuesta, la policía se defendió y allanó los bastiones de los activistas, incluida la mansión Kiu Kwan. En una de las redadas, helicópteros del HMS Hermes transportaron policías en el techo del edificio. Al entrar al edificio, la policía descubrió bombas y armas, así como un "hospital" izquierdista con dispensario y quirófano.
La protesta contra la violencia fue ampliamente difundida en los medios de comunicación y los activistas volvieron a cambiar de táctica. El 24 de agosto, Lam Bun, un popular comentarista de radio anti-activista, fue asesinado por un escuadrón de la muerte que se hacía pasar por trabajadores de mantenimiento de carreteras mientras conducía al trabajo con su primo. Los asaltantes de Lam le impidieron salir de su coche y lo quemaron vivo.
Otras figuras destacadas de los medios de comunicación que habían expresado su oposición a los disturbios también fueron amenazadas. Las oleadas de bombardeos no cesaron hasta octubre de 1967. En diciembre, el primer ministro chino, Zhou Enlai, ordenó a los grupos de izquierda en Hong Kong que detuvieran todos los bombardeos; y los disturbios en Hong Kong finalmente llegaron a su fin. Las disputas duraron 18 meses. Mucho más tarde se supo que, durante los disturbios, el comandante de la Región Militar de Guangzhou del Ejército Popular de Liberación, Huang Yongsheng sugirió en secreto invadir y ocupar Hong Kong, pero su plan fue vetado por Zhou Enlai.

## Consecuencias

### Damnificados
Cuando cesaron los disturbios a fines de año, habían muerto 51 personas, de las cuales al menos 22 fueron asesinadas por la policía y 15 murieron en ataques con bombas, 832 personas heridas, mientras que 4979 personas fueron arrestadas y 1936 sentenciadas. Millones de dólares en daños a la propiedad resultaron de los disturbios, muy por encima de los reportados durante los disturbios de 1956. La confianza en el futuro de la colonia disminuyó entre algunos sectores de la población de Hong Kong, y muchos residentes vendieron sus propiedades y emigraron al extranjero .

### Reacciones

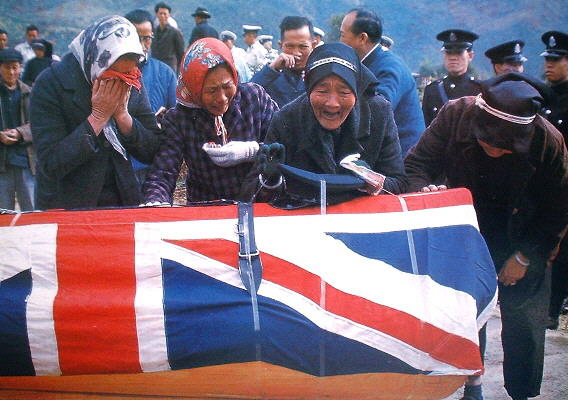
El funeral de PC Lee Koon Sang el 13 de diciembre

El 22 de agosto, en Beijing, miles de personas se manifestaron frente a la oficina del encargado de negocios británico, antes de que los guardias rojos atacaran y saquearan el edificio principal y luego lo incendiaran.

### Reformas sociales
Los disturbios de 1966 y 1967 en Hong Kong sirvieron de catalizador para las reformas sociales en Hong Kong, con la implementación del no intervencionismo positivo en 1971, mientras que David Trench introdujo a regañadientes algunas reformas sociales, no fue hasta que Murray MacLehose expandió enormemente el alcance de reformas que transformaron la vida de los residentes en Hong Kong, convirtiéndose así en uno de los Cuatro Tigres Asiáticos.

## Legado
La Policía de Hong Kong fue aplaudida por su comportamiento durante los disturbios por parte del Gobierno británico. En 1969, la reina Isabel le otorgó a la policía el privilegio del título "Real". Este se mantuvo en uso hasta el final del dominio británico en 1997.
El magnate de Hong Kong, Li Ka-shing, se convirtió en el desarrollador inmobiliario chino más importante de Hong Kong. El filósofo y educador chino Chien Mu se fue a Taiwán. Él fue nombrado miembro del Consejo para el Renacimiento Cultural Chino por el presidente Chiang Kai-shek.

## Controversia del revisionismo del sitio web de la policía
A mediados de septiembre de 2015, los medios informaron de que la policía de Hong Kong había eliminado material de su sitio web sobre la "historia policial", en particular, la causa política y la identidad de los grupos responsables de los disturbios de 1967.
Por ejemplo, "Se fabricaron bombas en las aulas de las escuelas de izquierda y se colocaron indiscriminadamente en las calles" se convirtió en "Las bombas se colocaron indiscriminadamente en las calles"; desapareció el fragmento "ondeando en alto el Libro Rojo y gritando consignas", y se eliminó toda una frase que criticaba la hipocresía de los ricos empresarios pro-China, los llamados "gatos gordos rojos".
La edición dio lugar a críticas de que se estaba saneando, para que pareciera que el gobierno colonial británico, más que los activistas, era el responsable. Stephen Lo, el nuevo Comisionado de Policía, dijo que el cambio de contenido del sitio web oficial fue para simplificarlo y facilitar la lectura; negó que hubiera motivos políticos, pero sus negaciones dejaron a los críticos poco convencidos. Posteriormente, los cambios se revirtieron.

## Representación en los medios
- En la película de acción de John Woo Bullet in the Head, se muestran brevemente los disturbios de 1967.
- En la película Tengo una cita con Spring, los disturbios (aunque solo se mencionan brevemente) son un punto clave de la trama.
- La película 2046 de Wong Kar Wai presenta el telón de fondo de los disturbios, menciones de los disturbios y algunos noticieros antiguos de los disturbios.
- La película sobre la historia moderna de Hong Kong, Mr.Cinema, describe los disturbios.